# Johann Fleischer

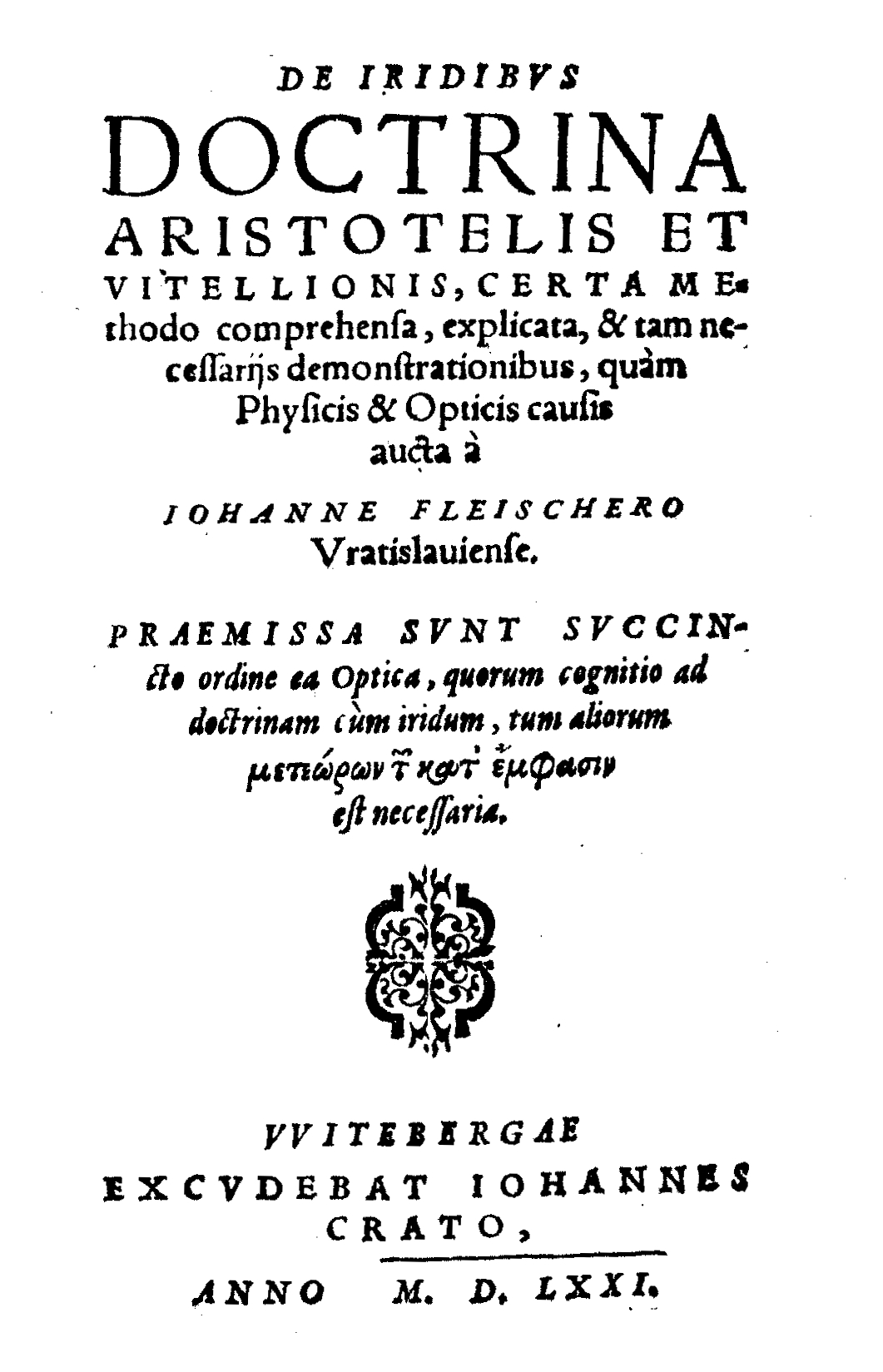
De iridibus doctrina Aristotelis et Vitellionis, 1571

Johann Fleischer (in tedesco Johannes Fleischer der Ältere, "il vecchio") (Breslavia, 29 marzo 1539 – Breslavia, 4 marzo 1593) è stato un teologo tedesco.

## Biografia
Fleischer studiò dal 5 ottobre 1557 all'università di Wittenberg e conseguì la laurea magistrale. Dal 1567 fu professore alla scuola di latino di Złotoryja, poi tornò a Wittenberg a causa della peste e lavorò come insegnante privato. Lavorò poi in una chiesa di Breslavia (e scuola relativa) e nel Maria-Magdalenen-Gymnasium. Nel luglio 1589 ottenne il Lizentiat di teologia con Konrad Bergius il vecchio e il dottorato con David Voit. Sostituì Petrus Vincentius nell'ispettorato delle chiese protestanti della città. Morì per un salasso fallito; suo figlio Johannes Fleischer il giovane (1582–1608) emigrò nel 1607 in Virginia nell'America del Nord e morì 15 mesi dopo.

## Opere
- (LA) Johann Fleischer, De iridibus doctrina Aristotelis et Vitellionis, Johann Krafft, 1571.